# Scrupocellaria wasinensis
Scrupocellaria wasinensis is een mosdiertjessoort uit de familie van de Candidae. De wetenschappelijke naam van de soort is voor het eerst geldig gepubliceerd in 1913 door Waters.